# Clemens Jabloner
Clemens Jabloner (ur. 28 listopada 1948 w Wiedniu) – austriacki prawnik i nauczyciel akademicki, w latach 1993–2013 prezes Trybunału Administracyjnego, w 2019 wicekanclerz, w latach 2019–2020 minister sprawiedliwości.

## Życiorys
W 1972 ukończył studia prawnicze na Uniwersytecie Wiedeńskim. Odbył służbę wojskową, a następnie praktykę sądową. W połowie lat 70. został nauczycielem akademickim, w 1988 habilitował się na macierzystej uczelni. Od 1978 pracował w urzędzie kanclerza (Bundeskanzleramt), od 1984 jako dyrektor departamentu spraw krajowych i reformy administracyjnej. W latach 1989–1991 kierował jedną z sekcji w tym urzędzie.
W 1991 został wiceprezesem Trybunału Administracyjnego, od 1993 do 2013 pełnił funkcję prezesa tej instytucji. Kontynuował jednocześnie działalność dydaktyczną, od 1993 jako dyrektor zarządzający Hans Kelsen-Institut na Uniwersytecie Wiedeńskim. Objął na tej uczelni stanowisko profesorskie.
W czerwcu 2019 powołany na urzędy wicekanclerza oraz ministra spraw konstytucyjnych, reform, deregulacji i sprawiedliwości w technicznym rządzie Brigitte Bierlein. W październiku 2019 zakończył pełnienie funkcji wicekanclerza, stanowisko ministra zajmował do stycznia 2020.